# 천녕 현씨
천녕 현씨(昌原玄氏)는 경기도 여주시를 본관으로 하는 한국의 성씨이다. 시조는 고려에서 문과에 올라 조선의 사간(司諫)을 지낸 현맹인(玄孟仁)이다.

## 참고 자료
- “천녕현씨(川寧玄氏)”. 뿌리를 찾아서.[깨진 링크(과거 내용 찾기)]